# Pseudothyrsocera henrici
Pseudothyrsocera henrici är en kackerlacksart som beskrevs av Hanitsch 1935. Pseudothyrsocera henrici ingår i släktet Pseudothyrsocera och familjen småkackerlackor. Inga underarter finns listade i Catalogue of Life.